# Батерсон, Дрейк
Дрейк Батерсон (англ. Drake Batherson; 27 апреля 1998, Форт-Уэйн, Индиана, США) — канадский профессиональный хоккеист, правый крайний нападающий клуба НХЛ «Оттава Сенаторз».

## Карьера
Батерсон родился в семье хоккеиста Норма Батерсона, игравшего за команды Университета Акадия, АХЛ и немецких лиг. Дядя Деннис Виаль был известным тафгаем и рекордсменом клуба «Оттава Сенаторз» по количеству штрафных минут. Младшая сестра Мэй играет за университетскую команду.
Был выбран под общим 97-м номером на входящем драфте QMJHL клубом «Кейп-Бретон Скриминг Иглз».
В преддверии драфта НХЛ 2017 года Дрейк занял 117-е место в рейтинге центрального скаутского бюро НХЛ для полевых игроков, играющих в лигах Северной Америки. На этом драфте он был выбран в 4-м раунде под общим 121-м номером клубом «Оттава Сенаторз».
3 октября 2017 года Батерсон подписал трёхлетний контракт новичка с «Сенаторз». В сезоне 2017/18 он продолжил выступления в QMJHL, Дрейк разделил его пополам между клубами «Кейп-Бретон Скриминг Иглз» и «Блейнвиль-Буабриан Армада». В плей-офф QMJHL 2018 года он стал лидером по очкам, забив 13 голов и отдав 20 голевых передач.
Сезон 2018/19 Дрейк начал в фарм-клубе «Оттавы» в АХЛ «Белвилл Сенаторз». После того, как он набрал 20 очков в 14 матчах «Сенаторз» вызвали его на матчи регулярного чемпионата НХЛ. Его дебют в НХЛ состоялся 15 ноября 2018 года в матче против «Детройт Ред Уингз», он забил свой первый гол в карьере первым же броском в створ ворот. Прежде чем вернуться в АХЛ он забил 3 гола и набрал 8 очков.
Батерсон добился очень больших успехов в АХЛ и в 2019 году был вызван на матч всех звёзд лиги, где забил 5 голов в составе Северного дивизиона и был признан лучшим игроком матча. 8 февраля 2019 года он установил рекорд франшизы «Беллвиля» по количеству голов забитых за сезон новичком.
В преддверии сезона 2020/21, по результатам предсезонного тренировочного лагеря, Батерсон попал в основной состав «Оттавы» на матчи регулярного сезона НХЛ. В феврале 2021 года он повторил рекорд «Сенаторз», забив голы в 6 матчах подряд.
3 сентября 2021 года Батерсон подписал новый контракт с «сенаторами» на 6 лет с общей суммой в 29,85 млн долларов. 13 января 2022 года он был вызван на матч всех звёзд НХЛ, но не смог принять в нём участия из-за травмы.

## Статистика
| Легенда | Легенда                    | Легенда | Легенда                   | Легенда | Легенда    |
| ------- | -------------------------- | ------- | ------------------------- | ------- | ---------- |
| И       | Количество проведённых игр | Штр     | Штрафное время            | +/−     | Плюс-минус |
| Г       | Голы                       | П       | Голевые передачи          | О       | Очки       |
| -       | Статистика неизвестна      | —       | Статистика не учитывалась |         |            |